# Фридония
Фридония (на английски: Fredonia) е град в окръг Коконино, щата Аризона, САЩ. Фридония е с население от 1096 жители (2007) и обща площ от 19,2 km². Намира се на 1424 m надморска височина. ЗИП кодът му е 86022, 86052, а телефонният му код е 928.